# محمد مرندي
مُحَمَّد مَرَنْدِيّ أستاذٌ جامعيٌّ ومحلل سياسي إيراني وأمريكي. هو ابنُ الطبيبِ عليٍّ رضا مرندي الذي عمِل وزيرًا للصحة في حكومةِ مُوسَوِيٍّ الإيرانية. كان مولده ومنشؤه برِشْمُنْدَ عاصمةِ ولاية فِرْجِينِيَا الأمريكية. ولما بلغ ثلاثَ عشرةَ هاجر وأسرتَه إلى إيران بعد ظَفَرِ الثورة الإسلامية، ثم انتَدب لقتال الجيش العراقي بعد أن غزا إيران وكان ممن نجا من هجماته الكيميائية.